# Tater Ledgard
Walter "Tater" Ledgard Buse (Lima, 1945-Ibídem, 8 de abril de 2016) fue un destacado nadador peruano.

## Biografía
Walter "Tater" Ledgard, nacido en Lima, fue hijo del "Brujo" Walter Ledgard Jiménez, quien fuera un destacado nadador integrante de la delegación peruana que viajó a competir en los Juegos Olímpicos de Berlín, pero el problema del equipo peruano de fútbol en la Olimpiada le impidió continuar en las eliminatorias de los 400 metros libre. Contrajo matrimonio con Sabine Grimm, hija del piloto Herbert Grimm; Tater fue su copiloto cuando la automovilista ganó en 1970 los Caminos del Inca. Con ella tuvo dos hijos: Tony y Andy.
Tater fue nadador en los Juegos Olímpicos de Tokio. También participó como técnico y entrenador en los Juegos Olímpicos de Los Ángeles en 1984 y en los Juegos Olímpicos de Pekín en 2008.
En 1973 funda su propia academia de natación, en la avenida Nicolás Arriola, en la urbanización Santa Catalina del distrito de La Victoria.
Deportista multifacético, también practicó otras disciplinas como el ciclismo, el boxeo, el atletismo y el kartismo.
Falleció en Lima, el 8 de abril de 2016. Sus restos fueron velados en el velatorio de la iglesia Virgen de Fátima de Miraflores.